# شورولت ۴۰۰
شورولت ۴۰۰ (انگلیسی: Chevrolet 400)
یک ماشین جمع و جور بود که توسط شورولت در آرژانتین از سال ۱۹۶۲ تا ۱۹۷۴ ساخته شد. "۴۰۰" پس از معرفی اولین اتومبیل های جمع و جور به آرژانتین ، فورد فالکن و والیانت نسل دوم ، به عنوان نماینده جنرال موتورز در برابر فورد و کرایسلر معرفی شده بود.